# 들국화 (밴드)
들국화(Deulgukhwa)는 보컬 전인권, 베이스 최성원, 키보드 허성욱, 기타 조덕환, 드럼 주찬권이 1985년 결성하여 대한민국에서 활동한 대중음악 그룹이다. 80년대 대한민국 최고의 록 그룹으로 손꼽힌다.
1985년 9월 〈그것만이 내세상〉, 〈행진〉 을 비롯하여 앨범 전곡이 히트한 전설적인 첫 번째 앨범을 발표했으나, 2집의 실패 후 구성원들 간의 음악적 견해 차이로 해체되었다. 이들의 음악은 이후 대중음악가들에게 큰 영향을 주었으며, 2001년에는 후배 가수들이 헌정 앨범을 제작했다.
1980년대 군사정권 아래 말랑말랑한 발라드나 트로트가 주도하던 주류 대중음악계에 대해 반항적인 가사와 전인권의 절규하는 듯한 보컬을 앞세운 한국적 록을 선보였다. 또한, 이들의 음악은 당시 주 대중음악 유통 경로인 방송이 아닌 앨범과 라이브 공연을 통해 알려지며 엄청난 반향을 얻으며, 한국 최초로 언더그라운드 음악의 가능성을 열었다. 그들의 데뷔 앨범이자 한국 음악사의 기념비적인 성역으로 평가받는 최고의 역작 1집 《들국화》는 2007년 《경향신문》에서 선정한 한국대중음악 100대 명반에서 1위를 차지하면서 다시금 화제가 되었다.

## 결성 및 활동
1983년 10월 보컬 전인권, 피아노 허성욱, 베이스 최성원이 모여 밴드를 결성한다. 밴드 이름 '들국화'는 밴드 이름을 고민하던 중 허성욱이 씹고 있던 껌 이름에서 유래된 것이다. 이후 수많은 라이브 콘서트를 통해 젊은 대중의 사랑을 받는다.
1985년 기타 최구희와 손진태, 드럼의 주찬권이 합류한다. 이후 결성 5년 만인 1987년 해체를 선언하다가 1995년 새 멤버와 재결성한다.
1997년 밴드에서 건반악기를 담당했던 허성욱이 캐나다에서 교통사고로 사망하자 이 일을 계기로 활동을 재개하였다. 이후 개인 사정으로 인해 2000년에 다시 해체되었다가 2012년에 또다시 결성했다.
2013년 10월 20일에 드러머 주찬권의 갑작스러운 사망으로 새 앨범 준비가 중단되었지만 2013년 12월 6일에 주찬권의 유작앨범이 된 《들국화》를 발매한다. 그리고 다시 해체설에 휩싸이나 멤버인 전인권은 전인권밴드로 활동할 예정이며 최성원과 절실하면 다시 만날 것을 내비쳤다.
그러나, 아직까지는 활동 상황이 불투명하며 전인권은 2014년 8월 20일 전인권밴드로 컴백을 앞둔때 가진 기자회견에서 향후 재결성 계획이 없다는 입장을 밝혔다.

## 구성원
- 전인권 (1954년 9월 30일생) - 보컬
- 최성원 (1954년 2월 9일생) - 베이스

### 전 구성원
- 허성욱 (1962년생) - 키보드
- 최구희 () - 기타
- 손진태 () - 기타
- 조덕환 (1953년 9월 28일생) - 기타
- 주찬권 (1955년 3월 18일생) - 드럼

## 음반 목록

### 정규 앨범
- 《행진》 (1985년)
- 《너랑 나랑》 (1986년)
- 《우리》 (1995년)
- 《들국화》 (2013년 12월 6일)

### 라이브 앨범
- 《Live Concert》 (1986년 4월 25일)

### 컴필레이션
- 《1979-1987 추억 들국화》 (1987년)
- 《들국화 베스트 12》 (1989년)
- 《들국화 Best》 (1995년 9월)

### 트리뷰트 앨범
- 《A Tribute To 들국화》 (2001년)
- 《2011 들국화 리메이크》 (2011년)